# Greatest Hits From the Bong
Greatest Hits From the Bong – zestaw największych hitów grupy Cypress Hill oraz dwa zupełnie nowe utwory – "The Only Way" i "EZ Come EZ Go".

## Lista utworów
Opracowano na podstawie źródła.
1. How I Could Just Kill a Man
2. Hand on the Pump
3. Latin Lingo
4. Insane in the Brain
5. I Ain't Goin' Out Like That
6. Throw Your Set in the Air
7. Dr. Greenthumb
8. (Rock) Superstar
9. Latin Thugs Explicit (featuring Tego Calderon)
10. The Only Way
11. EZ Come EZ Go
12. Latin Thugs (Reggaeton Mix)